# 埃岑里希特
埃岑里希特是德国巴伐利亚州的一个市镇。总面积13.58平方公里，总人口1583人，其中男性764人，女性819人（2011年12月31日），人口密度117人/平方公里。